# Betty Buckley
Betty Buckley, född 3 juli 1947 i Big Spring, Texas, är en amerikansk fotomodell, skådespelerska och sångerska. Hon valdes till Bondbrud 1979, men blev ersatt av Lois Chiles.

## Filmografi (urval)
- 1976 – Carrie – Miss Collins
- 1983 – På nåd och onåd – Dixie
- 1985 – Evergreen – Mrs Bradford
- 1987 – Wild Thing – Leah
- 1988 – Frantic – Sondra Walker
- 1989 – Mycket av det goda – Wanda
- 1992 – Bonnie och Clyde – den sanna historien – Mrs. Parker
- 1994 – Wyatt Earp – Virginia Earp
- 1996 – En kvinnas val – Dr. Margaret Ludlow
- 1999 – Simply Irresistible –  tant Stella
- 2001–2003 – Oz – Suzanne Fitzgerald
- 2001– Law & Order: Special Victims Unit – Trial Division Chief Lorraine Maxwell